# Блэкс (Иллинойс)
Блэкс — невключённая территория в округе Адамс (штат Иллинойс, США).
Находится к юго-востоку от Голдена.